# Jack Pinnington Jones
Jack Pinnington Jones (* 30. März 2003 in Kingston upon Thames) ist ein britischer Tennisspieler.

## Karriere
Pinnington Jones spielte zwischen 2017 und 2021 auf der ITF Junior Tour. In dieser Zeit nahm er viermal an Grand-Slam-Turnieren teil, wobei sein bestes Einzelresultat das Viertelfinale 2021 in Wimbledon war. Zudem gewann er vier Einzel- und fünf Doppeltitel bei den Junioren, darunter sieben Titel in der zweit- und dritthöchsten Kategorie. In der Junioren-Rangliste erreichte er Anfang 2021 mit Platz 6 seine höchste Notierung.
Im Jahr 2021 unterzeichnete Pinnington Jones einen Vertrag mit 77 Sports Management, einer von Andy Murray gegründeten Sportagentur.
2022 nahm er ein Tennis-Stipendium an der Texas Christian University in Texas an, wo er für das College-Tennis-Team spielte und 2024 zum All-American gewählt wurde. Sein Studium wird er voraussichtlich 2026 abschließen.
Pinnington Jones bestritt 2021 sein erstes Turnier bei den Profis. Parallel zu seinem Studium nimmt er weiterhin am Turnierbetrieb teil. In seinem ersten Profijahr erreichte er auf der drittklassigen ITF Future Tour drei Endspiele im Einzel, von denen er zwei für sich entschied. Dank einer Wildcard trat er in der Qualifikation von Wimbledon an, wo er überraschend den besser platzierten Brasilianer João Menezes besiegte, bevor er gegen Arthur Rinderknech ausschied. Das Jahr beendete er auf Platz 739 der Weltrangliste.
In den Jahren 2022 und 2023 gewann Pinnington Jones jeweils einen weiteren Future-Titel. Auf der höher dotierten ATP Challenger Tour erzielte er erste Erfolge: Bei den Las Vegas Tennis Open besiegte er die Nummer 123 der Welt, Vasek Pospisil. Den größten Erfolg seiner Karriere feierte er 2024 in Nottingham, als er seinen Landsmann Cameron Norrie bezwang, der in den Top 40 platziert war, und das Viertelfinale erreichte. Im September 2024 zog er in Tiburon erstmals in ein Challenger-Halbfinale ein und rückte dadurch sowie durch seinen fünften Future-Titel in die Top 400 vor.
Pinnington Jones legte bisher wenig Fokus auf das Doppel, bestritt jedoch seinen ersten Grand-Slam-Auftritt in dieser Disziplin: In Wimbledon erhielt er eine Wildcard im Doppel und trat an der Seite von Jacob Fearnley an, mit er in der ersten Runde ausschied.

## Erfolge
| Legende (Anzahl der Siege) |
| Grand Slam                 |
| ATP Finals                 |
| ATP Tour Masters 1000      |
| ATP Tour 500               |
| ATP Tour 250               |
| ATP Challenger Tour (1)    |

### Einzel

#### Turniersiege
| Nr. | Datum         | Turnier    | Belag | Finalgegner | Ergebnis  |
| --- | ------------- | ---------- | ----- | ----------- | --------- |
| 1.  | 13. Juli 2025 | Nottingham | Rasen | Kyle Edmund | 6:4, 7:61 |